# Li Fen
Pour les articles homonymes, voir Li.
Li Fen (née le 25 août 1976) est une pongiste suédoise.
Son classement mondial est n°88, et n°33 en Europe.
Avant d'être naturalisée suédoise, elle a été finaliste du Pro Tour en Chine en 1998.
Lors de sa première participation aux Championnats d'Europe de tennis de table 2013 sous les couleurs de la Suède, elle remporte à l'âge de 37 ans le titre en simple dames, en battant en finale l'Allemande Shan Xiaona 4-2.
Elle est triple championne de Suède en simple.